# زندگی از آن ماست
زندگی از آنِ ماست (فرانسوی: La vie est à nous‎) یک فیلم مستند تبلیغاتی فرانسوی محصول سال ۱۹۳۶ است. هزینهٔ ساخت این فیلم توسط حزب کمونیست فرانسه پرداخت شده و کارگردان‌های مختلفی چون ژان رنوآر، آنری کارتیه-برسون، ژان-پل لو شانوا و ژاک بکر آن را کارگردانی کرده‌اند.
در ساخت این فیلم مستند، از ترکیبی از فیلم‌های خبری با آیتم‌های جدیدی دربارهٔ کارگران، دهقانان و روشنفکران استفاده شده است.